# Busers Frauenmantel
Busers Frauenmantel (Alchemilla buseri) ist eine Art aus der Gattung der Frauenmantel (Alchemilla).

## Merkmale
Busers Frauenmantel ist eine sehr dünne, kleine bis mittelgroße Pflanze. Die Blattspreiten der Grundblätter haben eine Breite von 1,5 bis 4 Zentimeter und sind nieren- bis kreisförmig, siebenteilig, zu (90) 100 % eingeschnitten und 225 bis 330° umfassend. Die Blättchen sind zwei- bis viermal so lang wie breit, lineal-lanzettlich bis verkehrteiförmig-lanzettlich, abgerundet bis gestutzt und auf 60 bis 75 % ungezähnt. Die Oberseite der Blätter ist glanzlos und gelbgrün, die Unterseite dicht silberweiß seidig. An den Blättchen befinden sich 9 bis 11 Zähne. Diese sind 0,5 bis 1,5 Millimeter lang (was ungefähr 7 % des Radius der Spreite entspricht), 0,5 bis 1,5 Millimeter breit, spreizend bis zusammenzeigend und spitz. Der Endzahn ist kürzer. Stängel und Blattstiele sind nicht gerötet und 0,5 bis 0,7 Millimeter dick. Der Stängel ist aufrecht, 10 bis 15 Zentimeter lang und 1- bis 1,5-mal so lang wie die Blattstiele. Die Blüten sind gelbgrün, 2,5 bis 4 Millimeter lang und 3 bis 5 Millimeter breit. Die Kelchblätter sind waagerecht und 1- bis 2-mal so lang wie breit. Die Griffel ragen um bis zu 0,8 Millimeter heraus.

## Vorkommen
Busers Frauenmantel kommt in den Französischen und den Schweizer Alpen vor. Die Art wächst auf Kalkfelsen und steinigen Matten über Kalk. Sie ist vorwiegend in der subalpinen Stufe zu finden.

## Etymologie
Die Art wurde nach Robert Buser benannt, dem Begründer der modernen Taxonomie der Gattung Alchemilla.

## Belege
- Sigurd Fröhner: Alchemilla. In: Hans. J. Conert u. a. (Hrsg.): Gustav Hegi. Illustrierte Flora von Mitteleuropa. Band 4 Teil 2B: Spermatophyta: Angiospermae: Dicotyledones 2 (3). Rosaceae 2. Blackwell 1995, S. 216f. ISBN 3-8263-2533-8